# Musée en plein air de Pereïaslav-Khmelnytskyï
Le musée en plein air de l'architecture et des traditions de Pereïaslav (en ukrainien : Музей народної архітектури та побуту Середньої Наддніпря́нщини) reconstitue un village typique du XVIe siècle jusqu'au XIXe siècle avec des chaumières paysannes, des moulins, deux églises ukrainiennes et des sites archéologiques répartis sur une superficie de 30 hectares. On trouve à l'intérieur de chaque édifice de ce village, des musées variés montrant les coutumes rurales d'Ukraine.